# Jocelyn Dessigny
Pour les articles homonymes, voir Dessigny.
Jocelyn Dessigny, né le 29 juin 1981 à Noisy-le-Grand (Seine-Saint-Denis), est un homme politique français. 
Membre du Front national, puis du Rassemblement national depuis 2001, il est élu député dans la 5e circonscription de l'Aisne lors des élections législatives de 2022. Il siège au sein du groupe RN et est membre de la commission des Finances de l'Assemblée nationale. Il est réélu au 1er tour lors des élections législatives de 2024.
Il est également conseiller municipal de Villers-Cotterêts depuis 2014, réélu en 2020, ainsi que premier adjoint au maire de Villers-Cotterêts de 2020 à 2022.

## Biographie
Jocelyn Dessigny est né le 29 juin 1981 à Noisy-le-Grand en Seine-Saint-Denis. Son père est représentant de commerce et sa mère est secrétaire dans l'automobile. Il est divorcé et père de deux enfants. Il est titulaire d'un BTS en vente.
Militant dès sa jeunesse en collant des autocollants pour le FNJ, il adhère au Front national en 2001,. Il s'installe ensuite dans le département de l'Aisne, où il est responsable d'une agence d'intérim à Soissons,. Il est élu conseiller municipal de Villers-Cotterêts en 2014 sur la liste Rassemblement national (RN) du maire élu Franck Briffaut et il est septième adjoint au maire dédié aux associations et cérémonies.
Il se représente sur la liste sortante de Franck Briffaut pour les élections municipales de 2020 : réélu, il devient premier adjoint au maire.
Sollicité par le RN pour être candidat aux élections législatives de 2022 dans cinquième circonscription de l'Aisne, Franck Briffaut décide de ne pas être à nouveau candidat comme en 2017. Le RN choisit donc Jocelyn Dessigny comme candidat dans la cinquième circonscription,. Il obtient 35,22 % des voix exprimées au premier tour face au candidat de la Nupes, Stéphane Frère, maire de Bonnesvalyn qui recueille 18,85 % des voix. Il est largement élu député dans la cinquième circonscription de l'Aisne le 19 juin 2022 avec 62,41 % des voix face Stéphane Frère qui obtient 37,59 % des voix. Il devient membre de la commission des Finances de l'Assemblée nationale.
À la suite de son élection, il démissionne de sa fonction de premier adjoint au maire de Villers-Cotterêts en raison de l'incompatibilité de cette fonction avec son mandat parlementaire. Il reste cependant conseiller municipal de la commune.
Dans un communiqué de presse diffusé en décembre 2022, il dénonce le trafic de drogue qui « pourrit » le quartier de la gare, à Villers-Cotterêts. Dans le document, il s’inquiète de « l’impact négatif » de cette situation sur l’image de la ville et de la Cité internationale de la langue française, « si le nécessaire n’est pas fait d’ici son inauguration au printemps prochain ».
Il est réélu au 1er tour lors des élections législatives de 2024.

## Polémiques
Il a posté sur son compte Facebook une photo de lui portant un T-shirt à l’effigie du groupe de rock identitaire français In memoriam, groupe notamment réputés des néonazis pour avoir chanté La Colonne, une reprise d'un chant de marche de la Jeunesse hitlérienne,.

## Détail des fonctions et mandats

### Mandats électifs
- Depuis le 22 juin 2022 : député de la 5e circonscription de l'Aisne
- Depuis le 30 mars 2014 : conseiller municipal de Villers-Cotterêts
- 25 mai 2020-24 juin 2022 : premier adjoint au maire de Villers-Cotterêts
- 5 avril 2014-17 mai 2020 : septième adjoint au maire de Villers-Cotterêts

## Distinctions
- Croix de l'ordre du Vožd Djordje Stratimirović (2023)